# 여소
여소(呂紹, ? ~ 399년, 재위：399년)는 중국 오호 십육국 시대 후량(後涼)의 2대 천왕이다. 시호는 은왕(隱王)이다.

## 생애
여소는 여광(呂光)의 적장자로 396년에 태자에 책봉되었다.
399년에 여광은 병이 심해지자 여소에게 황제의 자리를 물려줘 천왕(天王)으로 하였고, 이어서 여소의 이복형들인 태원공(太原公) 여찬(呂簒)과 상산공(常山公) 여홍(呂弘)을 각각 태위와 사도로 삼았으며, 자신을 태상황제(太上皇帝)로 칭하였다가 곧 사망하였다. 여광은 사망할 때 여소에게 이르기를 너는 몸을 공손히 해서 아무것도 하지 말고, 여찬에게 6군(軍)을 통솔하게 하고, 여홍에겐 조정의 정치를 관장하도록 하며, 중요한 것들은 두 형에게 위임하면 거의 대부분 잘 될것이라고 말하였다. 또한 여광이 마지막으로 여찬과 여홍에게 형제가 화목하여 재화(災禍)를 막고 황조의 복을 만세에 전하도록 충고하였는데, 특히 여찬에게 너는 성품이 거칠고 난폭하여 내가 심히 우려하는 바이고 여소를 잘 보좌하며 참소하는 말은 듣지 말라고 경계하며 충고하였다.
그날 여광이 사망하자 여소는 일단 발상을 미루었는데 여찬은 이를 무시하고 빈소로 들어가 곡을 하며 슬픔을 다하였다. 이에 여소는 여찬을 두려워하게 되어 그에게 황제의 자리를 양보하려 하였으나 여찬이 거절하였다. 여소의 사촌형인 여초(呂超)는 이러한 여찬의 행위를 우려하여 여소에게 여찬을 제거하라고 권하였으나 여소는 따르지 않았다.
얼마 후 여홍이 은밀히 여찬에게 황제의 자리를 찬탈할 것을 권하자, 이에 그날 밤 여찬은 여홍과 함께 궁궐을 공격하였다. 여소는 금군을 보내어 맞서 싸우도록 하였으나 평소 여찬을 두려워한 금군들이 모두 싸우지도 않고 무너저 버렸다. 여찬이 궁궐 안으로 들어오자 마침내 여소는 스스로 목숨을 끊었다.
여찬이 황제의 자리에 오른 뒤 여소에게 은왕(隱王)이라는 시호를 부여하였다.

## 참고 문헌
- 《자치통감(資治通鑑)》
- 《진서(晉書)》

| 전임 여광(呂光) | 제2대 후량 황제 399년 | 후임 여찬(呂簒) |